# Lies for the Liars
Lies for the Liars – trzeci album amerykańskiego zespołu The Used. Płyta została wydana 22 maja 2007 roku przez wytwórnię Reprise Records, a jej producentem jest John Feldmann.

## Lista utworów
1. "The Ripper" – 2:56
2. "Pretty Handsome Awkward" – 3:32
3. "The Bird and the Worm" – 3:46
4. "Earthquake" – 3:29
5. "Hospital" – 2:57
6. "Paralyzed" – 3:13
7. "With Me Tonight" – 3:06
8. "Wake the Dead" – 4:14
9. "Find a Way" – 3:23
10. "Liar, Liar (Burn in Hell)" – 2:57
11. "Smother Me" – 6:17